# NGC 2617
NGC 2617 је лентикуларна галаксија у сазвежђу Хидра која се налази на NGC листи објеката дубоког неба.
Деклинација објекта је - 4° 5' 16" а ректасцензија 8h 35m 38,9s. Привидна величина (магнитуда) објекта NGC 2617 износи 13,8 а фотографска магнитуда 14,7. NGC 2617 је још познат и под ознакама MCG -1-22-27, PGC 24136.